# Campionati europei di ciclismo su pista 2025 - Inseguimento a squadre femminile
La gara della inseguimento a squadre femminile ai Campionati europei di ciclismo su pista 2025 si svolse dal 12 al 13 febbraio 2025 presso il Omnisport Heusden-Zolder di Heusden-Zolder, in Belgio.

## Risultati

### Qualificazioni
I migliori otto avanzano al primo turno.
| Pos | Nazione                                                                           | Tempo    | Diff.   | Note |
| --- | --------------------------------------------------------------------------------- | -------- | ------- | ---- |
| 1   | Germania Franziska Brauße Lisa Klein Mieke Kröger Laura Süßemilch                 | 4:14.994 |         | Q    |
| 2   | Italia Martina Alzini Chiara Consonni Martina Fidanza Vittoria Guazzini           | 4:15.036 | +0.042  | Q    |
| 3   | Regno Unito Maddie Leech Sophie Lewis Grace Lister Anna Morris                    | 4:18.745 | +3.751  | Q    |
| 4   | Svizzera Fabienne Buri Jasmin Liechti Annika Liehner Aline Seitz                  | 4:20.221 | +5.227  | Q    |
| 5   | Francia Victoire Berteau Marion Borras Elina Cabot Clémence Chereau               | 4:20.989 | +5.995  | q    |
| 6   | Belgio Katrijn De Clercq Hélène Hesters Febe Jooris Marith Vanhove                | 4:24.365 | +9.371  | q    |
| 7   | Polonia Karolina Kumięga Eliza Rabażyńska Martyna Szczęsna Olga Wankiewicz        | 4:25.990 | +10.996 | q    |
| 8   | Irlanda Erin Creighton Emma Jeffers Aoife O'Brien Esther Wong                     | 4:29.432 | +14.438 | q    |
| 9   | Spagna Ainara Albert Isabella Escalera Isabel Ferreres Laura Rodríguez            | 4:32.730 | +17.736 |      |
| 10  | Ucraina Arina Korotieieva Milana Ushakova Viktoriia Yaroshenko Tetiana Yashchenko | 4:39.377 | +24.383 |      |

### Primo turno
I vincitori delle ultime due batterie si qualificano alla finale per l'oro, i rimanenti due migliori tempi si qualificano alla finale per il bronzo.
| Heat | Pos | Nazione                                                                 | Tempo    | Note |
| ---- | --- | ----------------------------------------------------------------------- | -------- | ---- |
| 1    | 1   | Polonia Karolina Kumięga Nikol Płosaj Martyna Szczęsna Olga Wankiewicz  | 4:22.771 |      |
| 1    | 2   | Belgio Katrijn De Clercq Hélène Hesters Febe Jooris Marith Vanhove      | 4:23.804 |      |
| 2    | 1   | Francia Marion Borras Elina Cabot Clémence Chereau Mélanie Dupin        | 4:20.559 | QB   |
| 2    | 2   | Irlanda Erin Creighton Emma Jeffers Aoife O'Brien Esther Wong           | 4:30.775 |      |
| 3    | 1   | Italia Martina Alzini Chiara Consonni Martina Fidanza Vittoria Guazzini | 4:13.111 | QG   |
| 3    | 2   | Regno Unito Neah Evans Maddie Leech Sophie Lewis Anna Morris            | 4:15.674 | QB   |
| 4    | 1   | Germania Franziska Brauße Lisa Klein Mieke Kröger Laura Süßemilch       | 4:15.515 | QG   |
| 4    | 2   | Svizzera Michelle Andres Jasmin Liechti Annika Liehner Aline Seitz      | 4:21.956 |      |

### Finali
| Pos                  | Nazione                                                                 | Tempo    | Distacco | Note |
| -------------------- | ----------------------------------------------------------------------- | -------- | -------- | ---- |
| Finale per l'oro     |                                                                         |          |          |      |
| 1                    | Italia Martina Alzini Chiara Consonni Martina Fidanza Vittoria Guazzini | 4:14.213 |          |      |
| 2                    | Germania Franziska Brauße Lisa Klein Mieke Kröger Laura Süßemilch       | 4:14.939 | +0.726   |      |
| Finale per il bronzo |                                                                         |          |          |      |
| 3                    | Regno Unito Maddie Leech Sophie Lewis Grace Lister Anna Morris          | 4:18.147 |          |      |
| 4                    | Francia Marion Borras Elina Cabot Clémence Chereau Mélanie Dupin        | 4:23.355 | +5.208   |      |